# Hsieh Su-wei
Dans ce nom chinois, le nom de famille, Hsieh, précède le nom personnel Su-wei.
Ne pas confondre avec Hsieh Shu-ying, sa sœur cadette, également joueuse de tennis.
Hsieh Su-wei, née le 4 janvier 1986 à Kaohsiung, est une joueuse de tennis taïwanaise, professionnelle depuis le milieu des années 2000.
Elle a remporté trois titres en simple sur le circuit WTA, mais c'est en double que son palmarès est plus important. Elle a en effet gagné trente-cinq tournois WTA en double dames, dont trois aux côtés de sa compatriote Chuang Chia-jung, neuf avec la Tchèque Barbora Strýcová, douze avec la Chinoise Peng Shuai. Elle a notamment remporté le double à Wimbledon en 2013, 2019, 2021 et en 2023 et à Roland-Garros en 2014 et 2023 et le double mixtes à l'Open d'Australie en 2024. Hommes et femmes confondus, elle est la première joueuse de son pays à avoir remporté un titre du Grand Chelem. Elle a atteint la première place mondiale du classement WTA de double en 2014.
Elle est, avec Chan Yung-Jan, l'une des seules joueuses taïwanaises à avoir été no 1 mondiale en double. Elle est aussi l'une des rares de son pays à détenir un titre en Grand Chelem.

## Biographie
Hsieh Su-wei s'illustre particulièrement sur le circuit ITF, comptant cinquante titres à son palmarès : 27 en simple et 23 en double.
Au cours de sa carrière en simple, elle bat maintes joueuses mieux classées qu'elles, dont des joueuses classées no 1 mondiale lors de ses victoires : Naomi Osaka et Simona Halep.

### 2001-2007: début de carrière
Hsieh s'illustre surtout en double à Séoul en 2004 en atteignant sa première finale. Associée à Chuang Chia-Jung, elle élimine notamment la paire tête de série no 3, Bryanne Stewart et Samantha Stosur, puis Milagros Sequera et Mashona Washington, têtes de série no 2. Elles sont vaincues en finale par deux joueuses locales, Cho Yoon-jeong et Jeon Mi-ra.
En 2006, Hsieh Su-wei obtient sa première victoire lors du double (associée à Tamarine Tanasugarn) lors de l'Open d'Australie puis l'année suivante avec Shenay Perry lors de  Roland-Garros. Elle passe un tour lors de l'Open d'Australie 2008, elle y élimine la paire Michaëlla Krajicek - Agnieszka Radwańska associée à Alla Kudryavtseva.

### 2007: premiers titres en double
Associée à Chuang Chia-Jung, elle remporte deux tournois en double (Pékin et  Séoul).

### 2008: 1/8 de finale en Grand Chelem en simple
Elle se qualifie pour l'Open d'Australie et créé la surprise dans le tableau principale en sortant coup sur coup Klára Zakopalová (2-6 6-4 8-6), Sybille Bammer (6-2 6-0) et Aravane Rezaï (6-2 6-7 6-4). Elle est finalement sortie par Justine Henin (6-2 6-2).
À Wimbledon, elle passe le premier tour face à Stéphanie Cohen-Aloro avant d'être éliminée par Dinara Safina. Elle passe également un tour lors de l'US Open où elle élimine Evgeniya Rodina.
Associée à Chuang Chia-Jung, elle conserve son titre à Séoul et obtient un titre à Bali.

### 2009: association prometteuse en double
Lors de l'Open d'Australie, elle ne réitère pas son exploit de l'année précédente et échoue dès le premier tour. Elle passe un tour à Canton. Ce seront ses seuls matchs en simple cette saison-là.
C'est en double qu'elle arrive a aligner de bons résultats. À l'Open d'Australie , elle s'associe à Peng Shuai et la paire atteint les quarts de finale, éliminant au passage Anabel Medina et Virginia Ruano Pascual, têtes de série no 3. À Roland-Garros, elles atteigne également les quarts. En mixte, elle s'associe à Kevin Ullyett avec qui elle arrive à deux reprises au même stade lors de Wimbledon et de l'US Open.
L'association avec Peng Shuai lui permet d'engranger trois titres en double : elles remportent ainsi les tournois de Sydney, Rome et Pékin.

### 2010 - 2011: saisons avec peu de matchs
En simple, Hsieh ne joue que trois tournois. En double, elle n'obtient aucun titre en 2010. En  Australie, toujours avec Peng Shuai, elles s'inclinent au troisième tour. Et au second lors de l'US Open. En mixte elle s'associe à Bruno Soares, mais leur collaboration s'avère hésitante.
Elle fait équipe avec  Chuang C-j lors de l'Open d'Australie. Elles arrivent jusqu'en quarts. Elles éliminent la paire locale Jade Hopper - Monika Wejnert (6-1 6-2), puis la 13e tête de série composée de Elena Vesnina et Vera Zvonareva sur un double 6-2. Elles sortent ensuite Anna-Lena Grönefeld - Patty Schnyder (6-4 6-2). Elles seront sorties par la paire Victoria Azarenka - Maria Kirilenko (7-5 3-6 2-6); futures finalistes.
Elle renoue avec le succès en double mixte avec Paul Hanley lors du tournoi de Wimbledon. Ils éliminent coup sur coup les paires Polona Hercog - Juan Sebastián Cabal, puis la 2e tête de série Yaroslava Shvedova - Max Mirnyi, ils poursuivent en s'offrant la paire 15e tête de série Meghann Shaughnessy - Andy Ram, suivit de la 6e composée de la paire indienne Sania Mirza - Rohan Bopanna. Mais lors des demi-finales, ils échouent face à Elena Vesnina - Mahesh Bhupathi, futurs finalistes et paire 4e tête de série.
À Canton, elle renoue avec les victoires en double. Associée à Zheng Saisai, elles sortent la 4e tête de série composée de Maria Kondratieva - Sun Shengnan (6-1 6-3), puis Yayuk Basuki - Lu Jing-Jing sur un score très sévère d'un double 6-1. Elles continuent leur chemin en sortant Alberta Brianti et Petra Martić (6-2 6-3) et enfin Chan Chin-Wei - Han Xinyun pour s'adjuger le titre sur un score de 6-2 6-1.

### 2012: premiers titres en simple
Elle remporte son premier titre WTA en simple lors du Malaysian Open de Kuala Lumpur en mars 2012. Grâce à cette victoire, Hsieh réalise une grosse progression au classement WTA. Encore 123e au début de la compétition, elle réalise un bond de 45 places pour pointer au 78e rang mondial. Elle y bat Anne Keothavong au premier tour (6-4 7-5), Casey Dellacqua (6-1 7-5). Elle profite ensuite de l'abandon de Agnieszka Radwańska pour franchir les demi-finales, battant au passage Eléni Daniilídou (6-0 4-6 6-1). Elle s'impose en finale 2-6 7-5 4-1ab. Associée à sa sœur  Hsieh Shu-ying, elles sont éliminées dès le premier tour en double.
La même année elle est victorieuse du Int'l Women's Open de Guangzhou. Pour cela, elle bat Urszula Radwańska, mais aussi Laura Robson en finale. Elle y bat Nina Bratchikova (7-5 6-3), puis sa compatriote Chang Kai-chen (6-0 6-3) qui a battu Marion Bartoli au tour précédent. Elle poursuit en sortant Mathilde Johansson sur un score tout aussi sévère (6-3 6-0). Elle s'impose ensuite face à Urszula Radwańska (6-3 3-6 6-0). Elle bat donc Laura Robson en finale sur un score en trois sets (6-3 5-7 6-4). En double elle est associée à Hsieh Shu-ying mais perdent au second tour face à Tamarine Tanasugarn - Zhang Shuai, futures lauréates.
Elle obtient aussi de bons résultats à Birmingham, alignée en simple en tant que 13e tête de série, elle s'impose face à Vera Dushevina, puis Alexandra Panova et Melinda Czink. Elle sera battue par Ekaterina Makarova. Associée à Tímea Babos, elle remporte le tournoi en double.
À Wimbledon, elle passe deux tours face à Virginie Razzano (6-2 6-4) et Stéphanie Foretz (6-4 6-1). Maria Sharapova l'élimine sur un score de 6-1 6-4.

### 2013: premier titre en Grand Chelem en double mais saison décevante en simple
L'année 2013 est l'année de la consécration en double pour Hsieh. En effet, avec Peng Shuai elle gagne son premier titre en double dame à Wimbledon. Elles éliminent les paires Vera Dushevina - Alexandra Panova, Stéphanie Foretz - Eva Hrdinová, Darija Jurak - Tamarine Tanasugarn, Jelena Janković - Mirjana Lučić-Baroni, Shuko Aoyama - Chanelle Scheepers et enfin Ashleigh Barty - Casey Dellacqua.
Lors de l'US Open elles seront battues par Sania Mirza - Zheng Jie futures demi-finalistes.
Avec la même partenaire, elle gagnera quatre titres en plus de celui-ci (Rome, Cincinnati, Guangzhou, et Istanbul).
En simple, l'année fut néanmoins décevante puisque Hsieh perd son titre acquis à Kuala Lumpur face à Bethanie Mattek-Sands. Seul tournoi où elle passera plus de deux tours.

### 2014: second titre en Grand Chelem en double dames et nouvelle saison décevante en simple
La paire Hsieh Su-wei - Peng Shuai échoue à l'Open d'Australie au second tour contre Shahar Peer - Sílvia Soler Espinosa. Hsieh et Peng gagnent cependant le double dames des Internationaux de France 2014. Elles gagnent le titre en éliminant les paires Svetlana Kuznetsova - Samantha Stosur, Vera Dushevina- Zheng Saisai, Liezel Huber - Lisa Raymond, Cara Black - Sania Mirza, Garbiñe Muguruza - Carla Suárez Navarro et Sara Errani - Roberta Vinci.
Elles seront éliminées au troisième tour à Wimbledon par Tímea Babos et Kristina Mladenovic; puis au même stade lors de l'US Open par Kimiko Date-Krumm - Barbora Z. Strýcová.
Elles gagnent aussi deux autres tournois (Doha et Indian Wells). Le 12 mai, Hsieh devient la première taiwanaise numéro une mondiale, hommes et femmes confondues.

### 2015 - 2017: années mitigées malgré quelques coups d'éclats

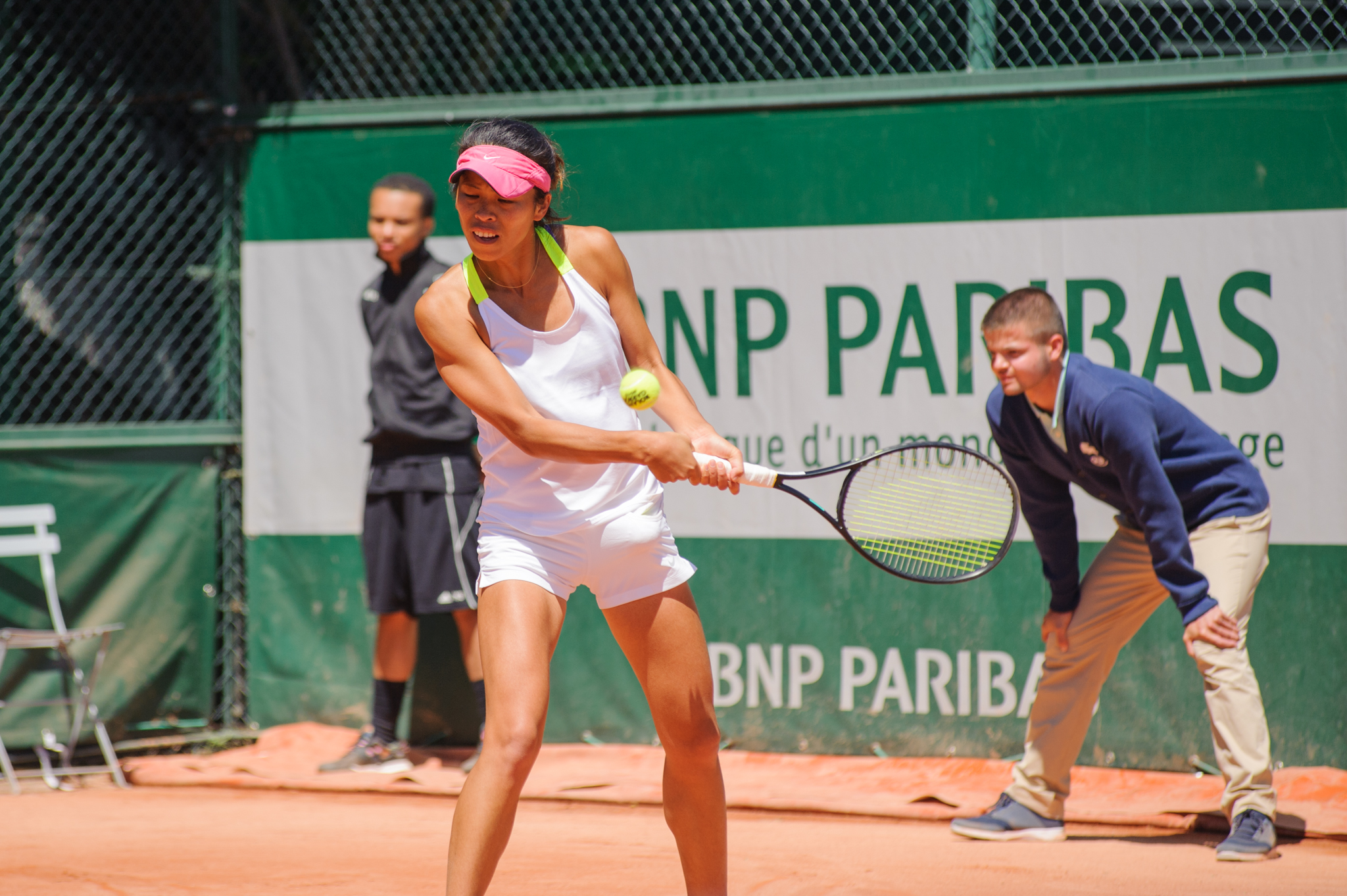
Hsieh Su-wei en 2015 aux Internationaux de France.

Hsieh réalise deux ans dont les résultats sont assez mitigés en simple dame. Mais avec quelques coups d'éclat notables comme ses 1/2 finales à Kuala Lumpur (perdu par Caroline Wozniacki), ou à Hua Hin, tournoi dont elle atteint les 1/4 de finale (battue par Wang Qiang).
On note malgré tout des victoires sur des joueuses notables : en 2015, elle bat Shahar Peer à Doha, Kurumi Nara à Tokyo; en 2016, elle bat Jeļena Ostapenko à l'Open d'Australie, en 2017, avec Oksana Kalashnikova elle remporte un titre en double à Budapest, avec Monica Niculescu elle remporte le tournoi de Berne et avec sa sœur Hsieh Shu-ying elle remporte celui d'Honolulu. En simple, enfin Hsieh arrive à sa première finale à Hua Hin en catégorie WTA 125 (perdue face à Belinda Bencic), première finale depuis 2012.

### 2018 - 2019: troisième titre WTA, nouveau partenariat gagnant en double
En double dame, elle fait équipe avec Barbora Strýcová et remporte Indian Wells cette année (elles remporteront plusieurs titres dont des tournois majeurs par la suite).
En simple, elle est éliminée par Julia Görges en demi-finale à Auckland après avoir éliminé Barbora Z. Strýcová et Nao Hibino entre autres. Durant l'Open d'Australie, elle atteint les 1/8 de finale (en ayant éliminé Garbiñe Muguruza et Agnieszka Radwańska au passage). À Rabat, elle atteint encore une fois les demies (éliminée par Elise Mertens). Elle arrive en huitième à Wimbledon en éliminant Simona Halep et Anastasia Pavlyuchenkova, elle est éliminée par Dominika Cibulková.
Elle remporte son troisième titre sur le Circuit WTA lors du Tournoi de tennis du Japon d'Hiroshima le 16 septembre 2018.
En 2O19, elle gagne son troisième titre majeur en double avec Strýcová éliminant Gabriela Dabrowski associée à Xu Yifan. Elles éliminent Mona Barthel - Xenia Knoll, Ekaterina Alexandrova - Viktorija Golubic, Irina-Camelia Begu - Monica Niculescu, Elise Mertens - Aryna Sabalenka, puis la 1re paire tête de série Tímea Babos - Kristina Mladenovic et enfin Gabriela Dabrowski - Xu Yifan.
En simple dame, elle obtient de bons résultats éliminant entre autres des joueuses de premier plan : À l'Open d'Australie elle élimine Stefanie Voegele, et laura siegemund avant d'être battue par Naomi Osaka. À Dubai, Hsieh réussit un bon parcours en éliminant des joueuses de premier plan (Angelique Kerber ou Karolína Plíšková) ; elle sera éliminée par Petra Kvitová. La première numéro une éliminée par Hsieh sera Naomi Osaka lors du tournoi de Miami. Durant ce même tournoi, elle va éliminer aussi Caroline Wozniacki. Elle perdra contre Anett Kontaveit. À Birmingham, elle élimine Aryna Sabalenka, elle est éliminée par Barbora Strýcová au tour suivant. Elle élimine une nouvelle fois Jeļena Ostapenko mais à Wimbledon cette fois. Elle élimine aussi Wang Qiang et Jennifer Brady à Cincinnati, où elle s'incline contre Naomi Osaka.

### 2020: 4 titres en double avec Strýcová

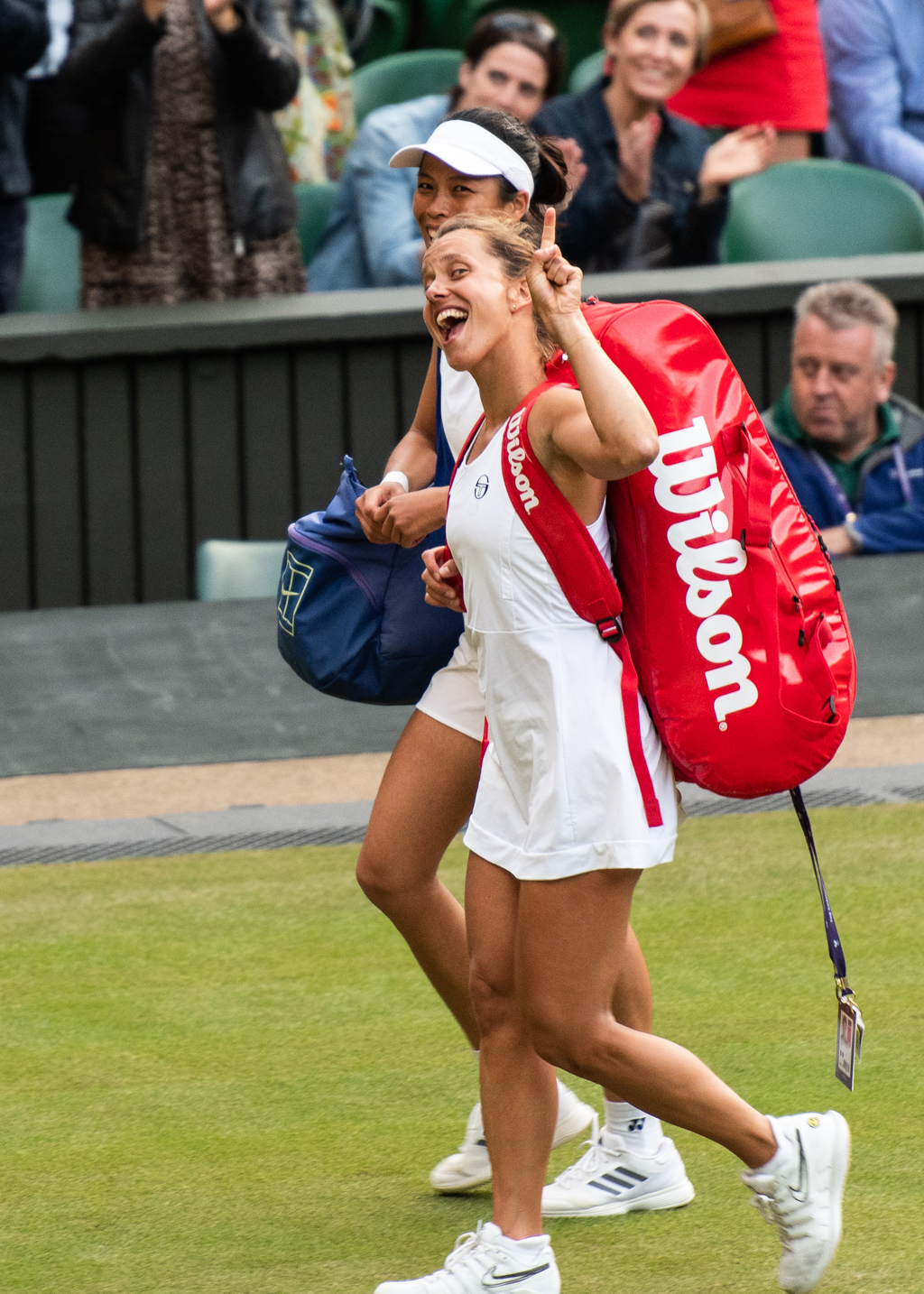
Barbora Strýcová & Hsieh Su-wei

En double, Hsieh et Strýcová remportent quatre titres : Brisbane, Dubaï, Doha et Rome. En tournois majeurs, elles arrivent en finale en Australie. Elles sont battues par Tímea Babos - Kristina Mladenovic.
Cependant, elle ne passe qu'une fois le premier tour en simple à Roland-Garros 2020 (éliminée par Iga Świątek au 2e tour).

### 2021: premier quart en Grand Chelem en simple et nouveau titre majeur en double
Su-Wei commence la saison de manière négative. Elle est éliminée au second tour à Abu Dhabi par Marta Kostyuk. Puis au premier tour au tournoi Yarra Valley Classic éliminée par Alison Van Uytvanck.
Elle arrive à L'Open d'Australie et fait un parcours qui surprend maintes personnes. Elle élimine au premier tour Tsvetana Pironkova 7-5 6-2, puis sèchement Bianca Andreescu 6-3 6-2, puis Sara Errani 6-4 2-6 7-5, puis en huitième elle élimine Markéta Vondroušová en deux sets via le score 6-4 6-2. Elle est éliminée par Naomi Osaka en quart sur le score de 6-2, 6-2. En double dames, toujours associée à Strýcová, Hsieh ne passe qu'un tour.
C'est lors du challenger Concord 2021 qu'elle réalise de nouveau un bon parcours en atteignant les quarts de finale. Lors du tournoi de Chicago, elle arrive à battre Kim Clijsters qui est de nouveau sur le circuit depuis un an. Elle perdra au tour suivant contre Ons Jabeur.
En double, Su-Wei triomphe à Wimbledon associée à Elise Mertens. Elles éliminent Veronika Kudermetova - Elena Vesnina en finale. Au passage, elles triomphent d'autres têtes de séries. Parmi lesquelles Asia Muhammad - Jessica Pegula en huitième de finale et Shuko Aoyama - Ena Shibahara en demi-finale. Elles ont aussi triomphé des paires Vitalia Diatchenko - Galina Voskoboeva au premier tour, Misaki Doi - Viktorija Golubic au deuxième tour et Aleksandra Krunić - Nina Stojanović en quarts. À l'US Open, la même paire arrive en quart éliminées par Cori Gauff - Catherine McNally. Elles éliminent Anna Kalinskaya - Yulia Putintseva au premier tour, Ulrikke Eikeri - Elixane Lechemia au tour suivant et Greet Minnen - Alison Van Uytvanck en huitième. Hsieh et Mertens arrivent aussi en finale du tournoi d'Indian Wells. Et remportent le titre face à Veronika Kudermetova - Elena Rybakina.

### 2022 - 2023: retour après un an d'absence, titres en double à Roland-Garros et Wimbledon
Après une année 2022 sans la moindre compétition, elle s'aligne en double lors du tournoi de Madrid en compagnie de Barbora Strýcová grâce à un statut de classement protégé. Elles réussissent à éliminer Chan Hao-ching et Latisha Chan (1-6 6-2 10-3) puis Miyu Kato et Aldila Sutjiadi (6-3 6-3) avant d'être sorties par Leylah Fernandez et Taylor Townsend (6-0 7-6). À Rome, elles sont éliminées dès le premier tour.
Elle se présente alors au tournoi de Strasbourg, effectuant son retour en simple sur le circuit WTA. Elle élimine Jesika Maleckova et Sophie Chang durant les qualifications. Au premier tour du tableau principale, elle hérite d'un tirage clément en affrontant Erin Routliffe, mais perd malgré une solide résistance (7-6 1-6 6-1).

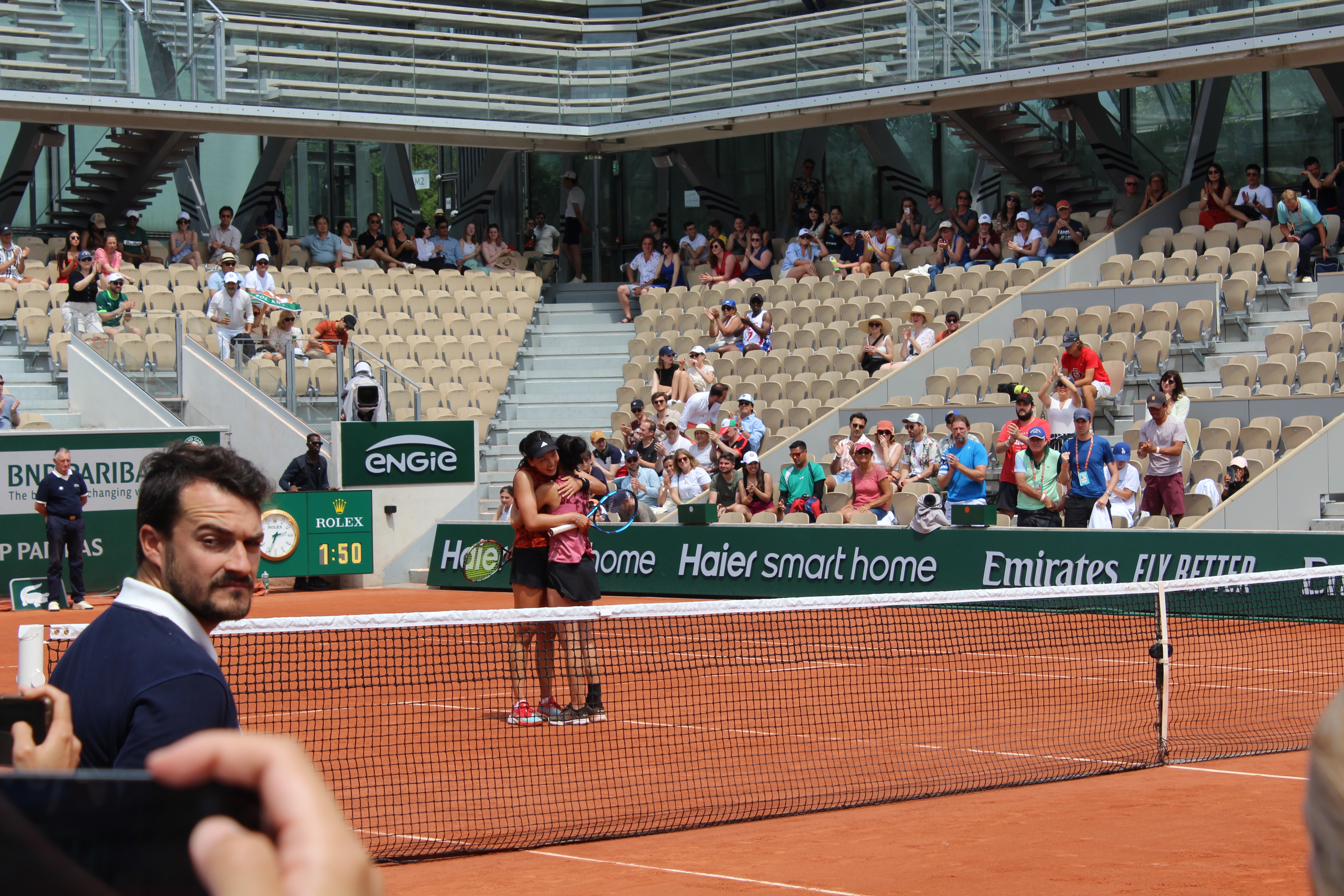
Hsieh Su-wei et Wang Xinyu à Roland Garros en 2023.

Elle revient en double à Roland-Garros. Elle s'associe cette fois à la Chinoise Xinyu Wang. Elles s'imposent face à Yulia Putintseva et Kamilla Rakhimova (6-0 6-3) puis contre la paire tête de série no 9, Kristina Mladenovic et Zhang Shuai (6-1 6-4). Elles enchaînent face à deux autres spécialistes du double, Desirae Krawczyk - Demi Schuurs (têtes de série no 5) encore une fois en deux sets (7-6 6-4) puis face à la paire tête de série no 15, Veronika Kudermetova et Liudmila Samsonova (6-3 6-2) et contre Nicole Melichar-Martinez et Ellen Perez en demi-finale (6-2 3-6 6-3). Elles se retrouvent face à Leylah Fernandez et Taylor Townsend, classée paire tête de série no 10, et remportent le titre (1-6 7-6 6-1).
À Wimbledon, elle fait équipe avec Barbora Strýcová. Elles se hissent jusqu'en finale. En huitième, elles éliminent la paire tête de série no 13, Miyu Kato et Aldila Sutjiadi, puis elles viennent à bout de Caroline Garcia associée à Luisa Stefani, et elles accèdent à la finale après avoir battu Marie Bouzková et Sara Sorribes Tormo. Elles soulèvent le trophée en s'imposant face à la paire tête de série no 3, Storm Hunter et Elise Mertens. Grâce à de tels résultats (deux majeurs depuis son retour depuis Madrid), elle intègre de nouveau le top 15 de la discipline. C'est son quatrième tournois de Wimbledon remporté.
Elle fait de nouveau équipe avec Wang Xinyu pour le double de l'US Open. Elles éliminent successivement Camila Osorio et Linda Fruhvirtová, Bethanie Mattek-Sands et Anastasia Potapova, Elina Avanesyan et Kamilla Rakhimova, et Coco Gauff et Jessica Pegula (têtes de série no 3). Gabriela Dabrowski et Erin Routliffe les éliminent en demi-finale.

### 2024: petit Chelem en carrière en double et premiers titres en double mixte
Lors de l'Open d'Australie, elle participe aux qualifications en simple et s'incline au premier tour face à Anna Bondár. Elle se présente dans les épreuves de double.
En double dames, elle retrouve sa camarade Elise Mertens. Elles passent facilement le premier tour face à Greet Minnen associée à Yanina Wickmayer (6-2, 6-1) et le second tour sur un score encore plus expéditif face à la paire australienne Daria Saville - Ajla Tomljanović (6-1, 6-1). Elles éliminent ensuite la paire italienne composée de l'ex numéro une en double Sara Errani associée à Jasmine Paolini (3-6, 6-3, 7-5). Elles continuent en sortant Demi Schuurs associée à Luisa Stefani (6-4, 6-2). En demi-finale, elles parviennent à vaincre plus difficilement Storm Hunter et Kateřina Siniaková (7-5, 1-6, 6-3). Elles obtiennent le titre face à Lyudmyla Kichenok - Jeļena Ostapenko (6-1, 7-5). Grâce à ce parcours, la paire Elise Mertens - Hsieh Su-wei prend les deux premières places du classement mondial en double.
En mixte, elle est associée à Jan Zieliński ; le duo élimine la paire locale constituée de Kimberly Birrell et John Peers, puis deux spécialistes du double, Demi Schuurs et Hugo Nys. Ils viennent ensuite à bout de la paire tête de série no 7, Nicole Melichar-Martinez et Kevin Krawietz, et poursuivent leur parcours face à une autre paire australienne, Jaimee Fourlis et Andrew Harris. En finale, ils font face aux têtes de série no 2, Desirae Krawczyk - Neal Skupski et s'imposent pour remporter leur premier titre en double mixte. Ils obtiennent le titre en trois sets (56-7, 6-4, [11-9]). Hsieh Su-wei et  Jan Zieliński, bien que comptant toutes deux de nombreux titres en double, obtiennent ici leur premier titre ensemble.
Ayant remporté Wimbledon (2013, 2019, 2021 et 2023), Roland-Garros (2014 et 2023), elle devient, avec cette victoire à l'Open d'Australie, l'une des rares joueuses à réussir un Petit Chelem en carrière.
Alignée en double à Dubaï, elle fait de nouveau équipe avec Elise Mertens. La paire, tête de série no 1, est sortie en quart-de-finale par Demi Schuurs et Luisa Stefani, qui prennent de fait leur revanche après leur opposition à l'Open d'Australie. Toujours avec Elise Mertens, elle remporte Indian Wells. Par la suite, Sofia Kenin et B. Mattek-Sands les éliminent en quarts de finale à Miami.
À Roland-Garros, elle se présente en double dames associée à Elise Mertens, mais la paire perd dès le deuxième tour. En double mixte; elle s'associe à Jan Zieliński. connaissant un meilleur parcours. 7e tête de série, ils éliminent la 1e paire tête de série, les australients Ellen Perez et Matthew Ebden en deux sets (6-3 6-4). Leur parcours s'arrêtera en demi-finale face à Desirae Krawczyk et  Neal Skupski.
Toujours avec Elise Mertens, elle obtient un nouveau titre à Birmingham; face à la paire sino japonaise Miyu Kato et  Zhang Shuai.
À Wimbledon, associée à Elise Mertens en tant que première tête de série; elles sont sorties du tournoi aux portes de la finale par Kateřina Siniaková et Taylor Townsend, futures lauréates. En mixte; toujours avec Jan Zieliński, elle parvient à obtenir son second titre en mixte. En finale, le duo bat la paire mexicaine Giuliana Olmos -  Santiago González en deux sets (6-4 6-2). Il s'agit de son second titre dans cette discipline en 2924.
Elle s'associe à sa compatriote Tsao Chia-yi pour les Jeux olympiques. Elles passent le premier tour face aux belges Irina-Camelia Begu - Monica Niculescu, et profitent de l'abandon de la paire ukrainienne Marta Kostyuk - Dayana Yastremska. Elles seront éliminées en quart de finale par la paire Karolína Muchová - Linda Nosková.

### 2025: finale à l'Open d'Australie et à Dubai
Elle fait équipe avec Jeļena Ostapenko lors de l''Open d'Australie en double dame. Et avec Jan Zieliński en mixte. Alors qu'en mixte, elle perd au 2e tour, en double dame elle arrive en finale, mais perd son titre.
Avec Jeļena Ostapenko elle accède à la finale de Dubaï perdue face à Kateřina Siniaková et Taylor Townsend.
Elle se présente à Indian Wells, associée à une autre lauréate de grand chelem; Zhang Shuai. Elles arrivent jusqu'en demie finale, éliminant sur leur passage les spécialistes du double  Shuko Aoyama - Eri Hozumi; mais surtout  la 4e paire tête de série Jeļena Ostapenko - Ellen Perez en quarts (7-5 6-4). À Madrid, avec Jeļena Ostapenko elle arrive en demie finale.
C'est sur gazon qu'ele réitère son parcours avec Maya Joint, à Eastbourne. Elle continue son parcours en double avec Jeļena Ostapenko à Wimbledon. La paire arrive en demie finale en tant que parie tête de série numéro 4. La paire élimine au passage la paire italienne et 3e tête de série Sara Errani - Jasmine Paolini au second tour; et en huitième elles sortent Ekaterina Alexandrova associée à la spécialiste du double Zhang Shuai (14e paire tête de série).

## Style de jeu
Hsieh a un style de jeu unique et peu orthodoxe par rapport à la plupart des autres joueurs. Elle a fait une boutade à l'Open d'Australie 2018 en disant : « En fait, mon petit ami regardait son match [Kerber] plus tôt ce matin. J'ai oublié de lui demander à quoi elle jouait, donc je n'ai pas l'intention d'aller sur le terrain. J'essayais donc d'adopter mon style Su-wei, vous savez ». Malgré sa petite taille et sa stature relativement frêle, ses coups de fond à deux mains sont plats, puissants et touchés avec de la profondeur. Elle incorpore des revers et des coups droits slicés, des amortis, des lobs, des volées et des coups de fond de court bombés dans les points, et a été remarquée pour sa maîtrise technique, son style de jeu intelligent et sa construction de points impressionnante. Pour ces raisons, et en raison de l'exhaustivité globale de son jeu, elle a été surnommée par les commentateurs The Wizard.
De nombreux joueurs de haut niveau ont loué son style de jeu inhabituel. Maria Sharapova, après sa victoire au troisième tour contre Hsieh à Wimbledon 2012, a déclaré: « Je l'ai affrontée plusieurs fois chez les juniors. Elle était un cauchemar pour moi parce qu'elle avait l'habitude de slicer et de lifter sur terre battue. J'étais comme, Où ont-ils appris à jouer au tennis comme ça ? Elle utilise les deux mains, change de raquette. C'est son jeu : c'est de frapper beaucoup d'amortis et de slices et de rendre les gens un peu fous. Nous avions l'habitude d'avoir de vraies batailles chez les juniors. »

## Palmarès

### Titres en simple
| No | Date       | Nom et lieu du tournoi                | Catégorie | Dotation  | Surface    | Finaliste        | Score             |          |
| -- | ---------- | ------------------------------------- | --------- | --------- | ---------- | ---------------- | ----------------- | -------- |
| 1  | 27-02-2012 | Malaysian Open, Kuala Lumpur          | Intern'l  | 220 000 $ | Dur (ext.) | Petra Martić     | 2-6, 7-5, 4-1 ab. | Parcours |
| 2  | 17-09-2012 | International Women's Open, Guangzhou | Intern'l  | 220 000 $ | Dur (ext.) | Laura Robson     | 6-3, 5-7, 6-4     | Parcours |
| 3  | 10-09-2018 | Japan Women's Open, Hiroshima         | Intern'l  | 250 000 $ | Dur (ext.) | Amanda Anisimova | 6-2, 6-2          | Parcours |

### Finale en simple
Aucune

### Titres en double dames
| No | Date       | Nom et lieu du tournoi             | Catégorie | Dotation       | Surface      | Partenaire          | Finalistes                           | Score              |          |
| -- | ---------- | ---------------------------------- | --------- | -------------- | ------------ | ------------------- | ------------------------------------ | ------------------ | -------- |
| 1  | 17-09-2007 | China Open Pékin                   | Tier II   | 600 000 $      | Dur (ext.)   | Chuang Chia-jung    | Han Xinyun Xu Yifan                  | 7-63, 6-3          | Parcours |
| 2  | 24-09-2007 | Korea Tennis Championships Séoul   | Tier IV   | 145 000 $      | Dur (ext.)   | Chuang Chia-jung    | Eléni Daniilídou Jasmin Wöhr         | 6-2, 6-2           | Parcours |
| 3  | 08-09-2008 | C. Bank Tennis Classic Bali        | Tier III  | 225 000 $      | Dur (ext.)   | Peng Shuai          | Marta Domachowska Nadia Petrova      | 6-74, 7-63, [10-7] | Parcours |
| 4  | 22-09-2008 | Korea Tennis Championships Séoul   | Tier IV   | 145 000 $      | Dur (ext.)   | Chuang Chia-jung    | Vera Dushevina Maria Kirilenko       | 6-3, 6-0           | Parcours |
| 5  | 12-01-2009 | Medibank International Sydney      | Premier   | 600 000 $      | Dur (ext.)   | Peng Shuai          | Nathalie Dechy Casey Dellacqua       | 6-0, 6-1           | Parcours |
| 6  | 04-05-2009 | Internazionali d'Italia Rome       | Premier 5 | 2 000 000 $    | Terre (ext.) | Peng Shuai          | Daniela Hantuchová Ai Sugiyama       | 7-5, 7-65          | Parcours |
| 7  | 03-10-2009 | China Open Pékin                   | PREMIER*  | 4 500 000 $    | Dur (ext.)   | Peng Shuai          | Alla Kudryavtseva Ekaterina Makarova | 6-3, 6-1           | Parcours |
| 8  | 19-09-2011 | Int'l Women's Open Guangzhou       | Intern'l  | 220 000 $      | Dur (ext.)   | Zheng Saisai        | Chan Chin-wei Han Xinyun             | 6-2, 6-1           | Parcours |
| 9  | 11-06-2012 | Aegon Classic Birmingham           | Intern'l  | 220 000 $      | Gazon (ext.) | Tímea Babos         | Liezel Huber Lisa Raymond            | 7-5, 6-72, [10-8]  | Parcours |
| 10 | 13-05-2013 | Internazionali d'Italia Rome       | Premier 5 | 2 369 000 $    | Terre (ext.) | Peng Shuai          | Sara Errani Roberta Vinci            | 4-6, 6-3, [10-8]   | Parcours |
| 11 | 24-06-2013 | The Championships Wimbledon        | G. Chelem | 16 775 934 $   | Gazon (ext.) | Peng Shuai          | Ashleigh Barty Casey Dellacqua       | 7-61, 6-1          | Parcours |
| 12 | 12-08-2013 | Western & Southern Open Cincinnati | Premier 5 | 2 369 000 $    | Dur (ext.)   | Peng Shuai          | Anna-Lena Grönefeld Květa Peschke    | 2-6, 6-3, [12-10]  | Parcours |
| 13 | 16-09-2013 | Int'l Women's Open Guangzhou       | Intern'l  | 500 000 $      | Dur (ext.)   | Peng Shuai          | Vania King Galina Voskoboeva         | 6-3, 4-6, [12-10]  | Parcours |
| 14 | 21-10-2013 | WTA Championships Istanbul         | Masters   | 6 000 000 $    | Dur (int.)   | Peng Shuai          | Ekaterina Makarova Elena Vesnina     | 6-4, 7-5           | Parcours |
| 15 | 10-02-2014 | Qatar Open Doha                    | Premier 5 | 2 440 070 $    | Dur (ext.)   | Peng Shuai          | Květa Peschke Katarina Srebotnik     | 6-4, 6-0           | Parcours |
| 16 | 03-03-2014 | BNP Paribas Open Indian Wells      | PREMIER*  | 5 946 740 $    | Dur (ext.)   | Peng Shuai          | Cara Black Sania Mirza               | 7-65, 6-2          | Parcours |
| 17 | 25-05-2014 | Roland-Garros Paris                | G. Chelem | 15 598 998 $   | Terre (ext.) | Peng Shuai          | Sara Errani Roberta Vinci            | 6-4, 6-1           | Parcours |
| 18 | 20-02-2017 | Hungarian Ladies Open Budapest     | Intern'l  | 250 000 $      | Dur (int.)   | Oksana Kalashnikova | Arina Rodionova Galina Voskoboeva    | 6-3, 4-6, [10-4]   | Parcours |
| 19 | 10-04-2017 | Ladies Open Biel Bienne Bienne     | Intern'l  | 250 000 $      | Dur (int.)   | Monica Niculescu    | Timea Bacsinszky Martina Hingis      | 5-7, 6-3, [10-7]   | Parcours |
| 20 | 07-03-2018 | BNP Paribas Open Indian Wells      | PREMIER*  | 8 648 508 $    | Dur (ext.)   | Barbora Strýcová    | Ekaterina Makarova Elena Vesnina     | 6-4, 6-4           | Parcours |
| 21 | 17-02-2019 | Tennis Championships Dubaï         | Premier 5 | 2 527 250 $    | Dur (ext.)   | Barbora Strýcová    | Lucie Hradecká Ekaterina Makarova    | 6-4, 6-4           | Parcours |
| 22 | 04-05-2019 | Mutua Madrid Open Madrid           | PREMIER*  | 6 536 160 € $  | Terre (ext.) | Barbora Strýcová    | Gabriela Dabrowski Xu Yifan          | 6-3, 6-1           | Parcours |
| 23 | 17-06-2019 | Nature Valley Classic Birmingham   | Premier   | 941 163 £      | Gazon (ext.) | Barbora Strýcová    | Anna-Lena Grönefeld Demi Schuurs     | 6-4, 64-7, [10-8]  | Parcours |
| 24 | 03-07-2019 | The Championships Wimbledon        | G. Chelem | 17 769 000 £   | Gazon (ext.) | Barbora Strýcová    | Gabriela Dabrowski Xu Yifan          | 6-2, 6-4           | Parcours |
| 25 | 06-01-2020 | Brisbane International Brisbane    | Premier   | 1 434 900 $    | Dur (ext.)   | Barbora Strýcová    | Ashleigh Barty Kiki Bertens          | 3-6, 7-67, [10-8]  | Parcours |
| 26 | 17-02-2020 | Tennis Championships Dubaï         | Premier   | 2 529 740 $    | Dur (ext.)   | Barbora Strýcová    | Barbora Krejčíková Zheng Saisai      | 7-5, 3-6, [10-5]   | Parcours |
| 27 | 23-02-2020 | Qatar Open Doha                    | Premier 5 | 2 939 695 $    | Dur (ext.)   | Barbora Strýcová    | Gabriela Dabrowski Jeļena Ostapenko  | 6-2, 5-7, [10-2]   | Parcours |
| 28 | 14-09-2020 | Internazionali d'Italia Rome       | Premier 5 | 2 098 290 $    | Terre (ext.) | Barbora Strýcová    | Anna-Lena Friedsam Raluca Olaru      | 6-2, 6-2           | Parcours |
| 29 | 28-06-2021 | The Championships Wimbledon        | G. Chelem | 35 016 000 £   | Gazon (ext.) | Elise Mertens       | Veronika Kudermetova Elena Vesnina   | 3-6, 7-5, 9-7      | Parcours |
| 30 | 06-10-2021 | BNP Paribas Open Indian Wells      | WTA 1000  | 8 761 725 $    | Dur (ext.)   | Elise Mertens       | Veronika Kudermetova Elena Rybakina  | 7-61, 6-3          | Parcours |
| 31 | 28-05-2023 | Roland-Garros Paris                | G. Chelem | 49 600 000 €   | Terre (ext.) | Wang Xinyu          | Taylor Townsend Leylah Fernandez     | 1-6, 7-65, 6-1     | Parcours |
| 32 | 06-07-2023 | The Championships Wimbledon        | G. Chelem | 44 700 000 £   | Gazon (ext.) | Barbora Strýcová    | Storm Hunter Elise Mertens           | 7-5, 6-4           | Parcours |
| 33 | 15-01-2024 | Australian Open Melbourne          | G. Chelem | 38 923 200 AU$ | Dur (ext.)   | Elise Mertens       | Lyudmyla Kichenok Jeļena Ostapenko   | 6-1, 7-5           | Parcours |
| 34 | 06-03-2024 | BNP Paribas Open Indian Wells      | WTA 1000  | 9 258 080 $    | Dur (ext.)   | Elise Mertens       | Storm Hunter Kateřina Siniaková      | 6-3, 6-4           | Parcours |
| 35 | 17-06-2024 | Rothesay Classic Birmingham        | WTA 250   | 267 082 $      | Gazon (ext.) | Elise Mertens       | Miyu Kato Zhang Shuai                | 6-1, 6-3           | Parcours |

### Finales en double dames
| No | Date       | Nom et lieu du tournoi                     | Catégorie | Dotation       | Surface      | Vainqueures                           | Partenaire         | Score             |          |
| -- | ---------- | ------------------------------------------ | --------- | -------------- | ------------ | ------------------------------------- | ------------------ | ----------------- | -------- |
| 1  | 27-09-2004 | Korea Tennis Championships Séoul           | Tier IV   | 140 000 $      | Dur (ext.)   | Cho Yoon-jeong Jeon Mi-ra             | Chuang Chia-jung   | 6-3, 1-6, 7-5     | Parcours |
| 2  | 01-01-2007 | ASB Classic Auckland                       | Tier IV   | 145 000 $      | Dur (ext.)   | Janette Husárová Paola Suárez         | Shikha Uberoi      | 6-0, 6-2          | Parcours |
| 3  | 12-02-2007 | Sony Ericsson Int'l Bangalore              | Tier III  | 175 000 $      | Dur (ext.)   | Chan Yung-jan Chuang Chia-jung        | Alla Kudryavtseva  | 6-74, 6-2, [11-9] | Parcours |
| 4  | 04-02-2008 | Women's Open Pattaya                       | Tier IV   | 170 000 $      | Dur (ext.)   | Chan Yung-jan Chuang Chia-jung        | Vania King         | 6-4, 6-3          | Parcours |
| 5  | 11-08-2008 | Western & Southern Open Cincinnati         | Tier III  | 175 000 $      | Dur (ext.)   | Maria Kirilenko Nadia Petrova         | Yaroslava Shvedova | 6-3, 4-6, [10-8]  | Parcours |
| 6  | 20-10-2014 | WTA Finals Singapour                       | Masters   | 6 500 000 $    | Dur (int.)   | Cara Black Sania Mirza                | Peng Shuai         | 6-1, 6-0          | Parcours |
| 7  | 23-02-2015 | Qatar Open Doha                            | Premier   | 731 000 $      | Dur (ext.)   | Raquel Kops-Jones Abigail Spears      | Sania Mirza        | 6-4, 6-4          | Parcours |
| 8  | 14-08-2017 | Western & Southern Open Cincinnati         | Premier 5 | 2 836 904 $    | Dur (ext.)   | Chan Yung-jan Martina Hingis          | Monica Niculescu   | 4-6, 6-4, [10-7]  | Parcours |
| 9  | 19-02-2018 | Tennis Championships Dubaï                 | Premier   | 2 623 485 $    | Dur (ext.)   | Chan Hao-ching Yang Zhaoxuan          | Peng Shuai         | 4-6, 6-2, [10-6]  | Parcours |
| 10 | 20-08-2018 | Connecticut Open New Haven                 | Premier   | 710 900 $      | Dur (ext.)   | Andrea S. Hlaváčková Barbora Strýcová | Laura Siegemund    | 6-4, 67-7, [10-4] | Parcours |
| 11 | 17-09-2018 | Korea Open Séoul                           | Intern'l  | 226 750 $      | Dur (ext.)   | Choi Ji-hee Han Na-lae                | Hsieh Shu-ying     | 6-3, 6-2          | Tableau  |
| 12 | 16-09-2019 | Pan Pacific Open Osaka                     | Premier   | 757 900 $      | Dur (ext.)   | Chan Hao-ching Latisha Chan           | Hsieh Shu-ying     | 7-5, 7-5          | Parcours |
| 13 | 27-10-2019 | Finals Shenzhen Shenzhen                   | Masters   | 14 000 000 $   | Dur (int.)   | Tímea Babos Kristina Mladenovic       | Barbora Strýcová   | 6-1, 6-3          | Parcours |
| 14 | 20-01-2020 | Australian Open Melbourne                  | G. Chelem | 3 884 000 AU$  | Dur (ext.)   | Tímea Babos Kristina Mladenovic       | Barbora Strýcová   | 6-2, 6-1          | Parcours |
| 15 | 10-11-2021 | WTA Finals Guadalajara                     | Masters   | 5 000 000 $    | Dur (ext.)   | Barbora Krejčíková Kateřina Siniaková | Elise Mertens      | 6-3, 6-4          | Parcours |
| 16 | 12-01-2025 | Australian Open Melbourne                  | G. Chelem | 43 250 000 AU$ | Dur (ext.)   | Kateřina Siniaková Taylor Townsend    | Jeļena Ostapenko   | 6-2, 64-7, 6-3    | Parcours |
| 17 | 16-02-2025 | Dubaï Duty Free Tennis Championships Dubaï | WTA 1000  | 3 654 963 $    | Dur (ext.)   | Kateřina Siniaková Taylor Townsend    | Jeļena Ostapenko   | 7-65, 6-4         | Parcours |
| 18 | 23-06-2025 | Lexus Eastbourne Open Eastbourne           | WTA 250   | 275 094 $      | Gazon (ext.) | Marie Bouzková Anna Danilina          | Maya Joint         | 6-4, 7-5          | Parcours |
| 19 | 30-06-2025 | The Championships Wimbledon                | G. Chelem | NC             | Gazon (ext.) | Veronika Kudermetova Elise Mertens    | Jeļena Ostapenko   | 3-6, 6-2, 6-4     | Parcours |

### Finale en simple en WTA 125
| No | Date       | Nom et lieu du tournoi         | Catégorie | Dotation  | Surface    | Vainqueure     | Score    |          |
| -- | ---------- | ------------------------------ | --------- | --------- | ---------- | -------------- | -------- | -------- |
| 1  | 06-11-2017 | Hua Hin Championships, Hua Hin | WTA 125   | 125 000 $ | Dur (ext.) | Belinda Bencic | 6-3, 6-4 | Parcours |

### Titre en double en WTA 125
| No | Date       | Nom et lieu du tournoi | Catégorie | Dotation  | Surface    | Partenaire     | Finalistes               | Score     |          |
| -- | ---------- | ---------------------- | --------- | --------- | ---------- | -------------- | ------------------------ | --------- | -------- |
| 1  | 20-11-2017 | Hawaii Open Honolulu   | WTA 125   | 125 000 $ | Dur (ext.) | Hsieh Shu-ying | Eri Hozumi Asia Muhammad | 6-1, 7-63 | Parcours |

### Titres en double mixte
| No | Date       | Nom et lieu du tournoi      | Catégorie | Dotation    | Surface      | Partenaire    | Finalistes                       | Score             |          |
| -- | ---------- | --------------------------- | --------- | ----------- | ------------ | ------------- | -------------------------------- | ----------------- | -------- |
| 1  | 19-01-2024 | Australian Open Melbourne   | G. Chelem | 681 600 AU$ | Dur (ext.)   | Jan Zieliński | Desirae Krawczyk Neal Skupski    | 65-7, 6-4, [11-9] | Parcours |
| 2  | 01-07-2024 | The Championships Wimbledon | G. Chelem | NC          | Gazon (ext.) | Jan Zieliński | Giuliana Olmos Santiago González | 6-4, 6-2          | Parcours |

## Parcours en Grand Chelem

### En simple dames
| Année | Open d'Australie                                                   | Open d'Australie                                                   | Internationaux de France                                                 | Internationaux de France                                             | Wimbledon                                                        | Wimbledon                                                         | US Open                                                            | US Open |
| ----- | ------------------------------------------------------------------ | ------------------------------------------------------------------ | ------------------------------------------------------------------------ | -------------------------------------------------------------------- | ---------------------------------------------------------------- | ----------------------------------------------------------------- | ------------------------------------------------------------------ | ------- |
| 2002  | Q2 \|\| style="text-align:left" \| A. Serra Zanetti                | Q3 \|\| style="text-align:left" \| Anikó Kapros                    | Q2 \|\| style="text-align:left" \| M. Sánchez Lorenzo                    | Q1 \|\| style="text-align:left" \| Maria Geznenge                    |                                                                  |                                                                   |                                                                    |         |
|       |                                                                    |                                                                    |                                                                          |                                                                      |                                                                  |                                                                   |                                                                    |         |
| 2005  | —                                                                  | —                                                                  | —                                                                        | —                                                                    | —                                                                | —                                                                 | 1er tour (1/64) \|\| style="text-align:left" \| Katarina Srebotnik |         |
| 2006  | Q3 \|\| style="text-align:left" \| Tamarine Tanasugarn             | 1er tour (1/64) \|\| style="text-align:left" \| Mathilde Johansson | 1er tour (1/64) \|\| style="text-align:left" \| Anabel Medina            | Q3 \|\| style="text-align:left" \| Kirsten Flipkens                  |                                                                  |                                                                   |                                                                    |         |
| 2007  | Q2 \|\| style="text-align:left" \| Tamira Paszek                   | 1er tour (1/64) \|\| style="text-align:left" \| Gisela Dulko       | 1er tour (1/64) \|\| style="text-align:left" \| Tatiana Golovin          | Q3 \|\| style="text-align:left" \| Alina Jidkova                     |                                                                  |                                                                   |                                                                    |         |
| 2008  | 1/8 de finale                                                      | Justine Henin                                                      | 1er tour (1/64) \|\| style="text-align:left" \| Anastasiya Yakimova      | 2e tour (1/32) \|\| style="text-align:left" \| Dinara Safina         | 2e tour (1/32) \|\| style="text-align:left" \| Nadia Petrova     |                                                                   |                                                                    |         |
| 2009  | 1er tour (1/64) \|\| style="text-align:left" \| Chan Yung-jan      | Q1 \|\| style="text-align:left" \| Yulia Fedossova                 | —                                                                        | —                                                                    | Q1 \|\| style="text-align:left" \| Barbora Strýcová              |                                                                   |                                                                    |         |
|       |                                                                    |                                                                    |                                                                          |                                                                      |                                                                  |                                                                   |                                                                    |         |
| 2012  | Q2 \|\| style="text-align:left" \| Paula Ormaechea                 | 1er tour (1/64) \|\| style="text-align:left" \| Flavia Pennetta    | 3e tour (1/16) \|\| style="text-align:left" \| Maria Sharapova           | 1er tour (1/64) \|\| style="text-align:left" \| Magdaléna Rybáriková |                                                                  |                                                                   |                                                                    |         |
| 2013  | 2e tour (1/32) \|\| style="text-align:left" \| Svetlana Kuznetsova | 1er tour (1/64) \|\| style="text-align:left" \| Maria Sharapova    | 2e tour (1/32) \|\| style="text-align:left" \| Alizé Cornet              | 2e tour (1/32) \|\| style="text-align:left" \| Camila Giorgi         |                                                                  |                                                                   |                                                                    |         |
| 2014  | 1er tour (1/64) \|\| style="text-align:left" \| Barbora Strýcová   | Q1 \|\| style="text-align:left" \| Çağla Büyükakçay                | 1er tour (1/64) \|\| style="text-align:left" \| Tereza Smitková          | Q1 \|\| style="text-align:left" \| Çağla Büyükakçay                  |                                                                  |                                                                   |                                                                    |         |
| 2015  | Q1 \|\| style="text-align:left" \| Eri Hozumi                      | Q1 \|\| style="text-align:left" \| Tamira Paszek                   | 2e tour (1/32) \|\| style="text-align:left" \| Lucie Šafářová            | Q2 \|\| style="text-align:left" \| Alizé Lim                         |                                                                  |                                                                   |                                                                    |         |
| 2016  | 2e tour (1/32) \|\| style="text-align:left" \| Serena Williams     | 2e tour (1/32) \|\| style="text-align:left" \| Petra Kvitová       | 1er tour (1/64) \|\| style="text-align:left" \| Anastasia Pavlyuchenkova | 1er tour (1/64) \|\| style="text-align:left" \| Kateryna Bondarenko  |                                                                  |                                                                   |                                                                    |         |
| 2017  | 2e tour (1/32) \|\| style="text-align:left" \| Dominika Cibulková  | 3e tour (1/16) \|\| style="text-align:left" \| Caroline Garcia     | 1er tour (1/64) \|\| style="text-align:left" \| Johanna Konta            | Q3 \|\| style="text-align:left" \| Kaia Kanepi                       |                                                                  |                                                                   |                                                                    |         |
| 2018  | 1/8 de finale                                                      | Angelique Kerber                                                   | 1er tour (1/64) \|\| style="text-align:left" \| Rebecca Peterson         | 1/8 de finale                                                        | Dominika Cibulková                                               | 2e tour (1/32) \|\| style="text-align:left" \| Dominika Cibulková |                                                                    |         |
| 2019  | 3e tour (1/16) \|\| style="text-align:left" \| Naomi Osaka         | 2e tour (1/32) \|\| style="text-align:left" \| Andrea Petkovic     | 3e tour (1/16) \|\| style="text-align:left" \| Karolína Plíšková         | 2e tour (1/32) \|\| style="text-align:left" \| Karolína Muchová      |                                                                  |                                                                   |                                                                    |         |
| 2020  | 1er tour (1/64) \|\| style="text-align:left" \| Yulia Putintseva   | 2e tour (1/32) \|\| style="text-align:left" \| Iga Świątek         | Annulé                                                                   | Annulé                                                               | —                                                                | —                                                                 |                                                                    |         |
| 2021  | 1/4 de finale                                                      | Naomi Osaka                                                        | 1er tour (1/64) \|\| style="text-align:left" \| Wang Qiang               | 1er tour (1/64) \|\| style="text-align:left" \| Iga Świątek          | 2e tour (1/32) \|\| style="text-align:left" \| S. Sorribes Tormo |                                                                   |                                                                    |         |
|       |                                                                    |                                                                    |                                                                          |                                                                      |                                                                  |                                                                   |                                                                    |         |
| 2023  | —                                                                  | —                                                                  | —                                                                        | —                                                                    | Q3 \|\| style="text-align:left" \| Lucrezia Stefanini            | —                                                                 | —                                                                  |         |
| 2024  | Q1 \|\| style="text-align:left" \| Anna Bondár                     | —                                                                  | —                                                                        | —                                                                    | —                                                                | —                                                                 | —                                                                  |         |

À droite du résultat, l'ultime adversaire.

### En double dames
| Année | Open d'Australie                                                                   | Open d'Australie                                                                     | Internationaux de France                                                                | Internationaux de France                                                        | Wimbledon                                                                     | Wimbledon                                                                           | US Open                                                                        | US Open                       |
| ----- | ---------------------------------------------------------------------------------- | ------------------------------------------------------------------------------------ | --------------------------------------------------------------------------------------- | ------------------------------------------------------------------------------- | ----------------------------------------------------------------------------- | ----------------------------------------------------------------------------------- | ------------------------------------------------------------------------------ | ----------------------------- |
| 2005  | 1er tour (1/32) S. Okamoto                                                         | B. Stewart S. Stosur                                                                 | —                                                                                       | —                                                                               | —                                                                             | —                                                                                   | —                                                                              | —                             |
| 2006  | 2e tour (1/16) T. Tanasugarn                                                       | S. Asagoe K. Srebotnik                                                               | —                                                                                       | —                                                                               | 1er tour (1/32) Chan C.-w.                                                    | E. Daniilídou A. Medina                                                             | —                                                                              | —                             |
| 2007  | 1er tour (1/32) Li T.                                                              | E. Daniilídou J. Wöhr                                                                | 2e tour (1/16) S. Perry                                                                 | N. Llagostera M. J. Martínez                                                    | 1er tour (1/32) A. Kudryavtseva                                               | V. Azarenka A. Chakvetadze                                                          | 1er tour (1/32) A. Kudryavtseva                                                | T. Poutchek T. Tanasugarn     |
| 2008  | 2e tour (1/16) A. Kudryavtseva                                                     | N. Vaidišová B. Strýcová                                                             | 1er tour (1/32) V. King                                                                 | S. Beltrame M. Johansson                                                        | 1er tour (1/32) M. Washington                                                 | Y. Shvedova T. Tanasugarn                                                           | 1er tour (1/32) R. Fujiwara                                                    | A. Medina V. Ruano            |
| 2009  | 1/4 de finale Peng S.                                                              | S. Williams V. Williams                                                              | 1/2 finale Peng S.                                                                      | V. Azarenka E. Vesnina                                                          | 1er tour (1/32) Peng S.                                                       | S. Cîrstea C. Wozniacki                                                             | 2e tour (1/16) Peng S.                                                         | A. Glatch C. Gullickson       |
| 2010  | 3e tour (1/8) Peng S.                                                              | G. Dulko F. Pennetta                                                                 | 1er tour (1/32) E. Daniilídou                                                           | P. Kvitová S. Vögele                                                            | 3e tour (1/8) A. Kudryavtseva                                                 | L. Huber B. Mattek                                                                  | 2e tour (1/16) Peng S.                                                         | T. Bacsinszky T. Garbin       |
| 2011  | 1/4 de finale Chuang C-j.                                                          | V. Azarenka M. Kirilenko                                                             | 1er tour (1/32) C. Vandeweghe                                                           | G. Dulko F. Pennetta                                                            | 1er tour (1/32) Chuang C-j.                                                   | S. Cîrstea A. Morita                                                                | —                                                                              | —                             |
| 2012  | 2e tour (1/16) G. Voskoboeva                                                       | P. Martić K. Mladenovic                                                              | 2e tour (1/16) T. Babos                                                                 | S. Errani R. Vinci                                                              | 3e tour (1/8) S. Lisicki                                                      | F. Pennetta F. Schiavone                                                            | 1/2 finale A. Medina                                                           | A. Hlaváčková L. Hradecká     |
| 2013  | 3e tour (1/8) Peng S.                                                              | S. Errani R. Vinci                                                                   | 2e tour (1/16) Peng S.                                                                  | O. Kalashnikova A. Rosolska                                                     | Victoire Peng S.                                                              | A. Barty C. Dellacqua                                                               | 1/4 de finale Peng S.                                                          | S. Mirza Zheng J.             |
| 2014  | 2e tour (1/16) Peng S.                                                             | Shahar Peer S. Soler                                                                 | Victoire Peng S.                                                                        | S. Errani R. Vinci                                                              | 3e tour (1/8) Peng S.                                                         | T. Babos K. Mladenovic                                                              | 3e tour (1/8) Peng S.                                                          | K. Date B. Strýcová           |
| 2015  | 2e tour (1/16) S. Mirza                                                            | G. Dabrowski A. Rosolska                                                             | 1/4 de finale F. Pennetta                                                               | A. Hlaváčková L. Hradecká                                                       | 1/4 de finale F. Pennetta                                                     | T. babos K. Mladenovic                                                              | 2e tour (1/16) An. Rodionova                                                   | A.-L. Grönefeld C. Vandeweghe |
| 2016  | 3e tour (1/8) O. Kalashnikova                                                      | Xu Y. Zheng S.                                                                       | 1er tour (1/32) Chuang C-j.                                                             | B. Krejčíková K. Siniaková                                                      | 1er tour (1/32) N. Melichar                                                   | Peng S. Zhang S.                                                                    | —                                                                              | —                             |
| 2017  | —                                                                                  | —                                                                                    | 2e tour (1/16) J. Čepelová \|\| style="text-align:left;" \| S. Kuznetsova K. Mladenovic | 1er tour (1/32) B. Krejčíková                                                   | J. Görges B. Strýcová                                                         | 3e tour (1/8) M. Niculescu                                                          | T. babos A. Hlaváčková                                                         |                               |
| 2018  | 1/2 finale Peng S. \|\| style="text-align:left;" \| T. Babos K. Mladenovic         | 1er tour (1/32) A. Petkovic                                                          | Chan H.-c. Yang Z.                                                                      | 3e tour (1/8) L. Hradecká                                                       | B. Krejčíková K. Siniaková                                                    | 3e tour (1/8) A. Sabalenka                                                          | E. Mertens D. Schuurs                                                          |                               |
| 2019  | 2e tour (1/16) A. Spears \|\| style="text-align:left;" \| S. Stosur Zhang S.       | 3e tour (1/8) B. Strýcová                                                            | L. Kichenok J. Ostapenko                                                                | Victoire B. Strýcová                                                            | G. Dabrowski Xu Yifan                                                         | 1/8 de finale B. Strýcová \|\| style="text-align:left;" \| L. Kichenok J. Ostapenko |                                                                                |                               |
| 2020  | Finale B. Strýcová                                                                 | T. Babos K. Mladenovic                                                               | —                                                                                       | —                                                                               | Annulé                                                                        | Annulé                                                                              | —                                                                              | —                             |
| 2021  | 2e tour (1/16) B. Strýcová \|\| style="text-align:left;" \| D. Jurak N. Stojanović | 3e tour (1/8) E. Mertens \|\| style="text-align:left;" \| B. Mattek-Sands I. Świątek | Victoire E. Mertens                                                                     | V. Kudermetova E. Vesnina                                                       | 1/4 de finale E. Mertens \|\| style="text-align:left;" \| C. Gauff C. McNally |                                                                                     |                                                                                |                               |
|       |                                                                                    |                                                                                      |                                                                                         |                                                                                 |                                                                               |                                                                                     |                                                                                |                               |
| 2023  | —                                                                                  | —                                                                                    | Victoire Wang Xn.                                                                       | L. Fernandez T. Townsend                                                        | Victoire B. Strýcová                                                          | S. Hunter E. Mertens                                                                | 1/2 finale Wang Xn. \|\| style="text-align:left;" \| G. Dabrowski E. Routliffe |                               |
| 2024  | Victoire E. Mertens                                                                | L. Kichenok J. Ostapenko                                                             | 2e tour (1/16) E. Mertens \|\| style="text-align:left;" \| E. Navarro D. Shnaider       | 1/2 finale E. Mertens \|\| style="text-align:left;" \| K. Siniaková T. Townsend |                                                                               |                                                                                     |                                                                                |                               |
| 2025  | Finale J. Ostapenko                                                                | K. Siniaková T. Townsend                                                             | 2e tour (1/16) J. Ostapenko \|\| style="text-align:left;" \| K. Rakhimova A. Sisková    | Finale J. Ostapenko                                                             | V. Kudermetova E. Mertens                                                     |                                                                                     |                                                                                |                               |

N.B. : le nom de la partenaire se trouve sous le résultat ; le nom des ultimes adversaires se trouve à droite.

### En double mixte
| Année | Open d'Australie                                                                      | Open d'Australie        | Internationaux de France                                                        | Internationaux de France                                                            | Wimbledon                                                                    | Wimbledon                                                                              | US Open                          | US Open                 |
| ----- | ------------------------------------------------------------------------------------- | ----------------------- | ------------------------------------------------------------------------------- | ----------------------------------------------------------------------------------- | ---------------------------------------------------------------------------- | -------------------------------------------------------------------------------------- | -------------------------------- | ----------------------- |
| 2009  | —                                                                                     | —                       | 2e tour (1/8) Ashley Fisher                                                     | Nadia Petrova Max Mirnyi                                                            | 1/4 de finale Kevin Ullyett                                                  | V. Ruano Stephen Huss                                                                  | 1/2 finale K. Ullyett            | Cara Black Leander Paes |
| 2010  | 1er tour (1/16) Bruno Soares                                                          | B. Mattek Bob Bryan     | 2e tour (1/8) Bruno Soares                                                      | Cara Black Leander Paes                                                             | 3e tour (1/8) Bruno Soares                                                   | Y. Shvedova Julian Knowle                                                              | 1er tour (1/16) Bruno Soares     | Liezel Huber Bob Bryan  |
| 2011  | —                                                                                     | —                       | 1er tour (1/16) M. Fyrstenberg                                                  | E. Vesnina M. Mirnyi                                                                | 1/2 finale P. Hanley                                                         | E. Vesnina M. Bhupathi                                                                 | —                                | —                       |
| 2012  | 2e tour (1/8) M. Matkowski                                                            | E. Vesnina L. Paes      | —                                                                               | —                                                                                   | 1/4 de finale C. Fleming                                                     | K. Srebotnik N. Zimonjić                                                               | 1er tour (1/16) A.-U.-H. Qureshi | K. Peschke M. Matkowski |
| 2013  | 1/4 de finale R. Bopanna                                                              | K. Peschke M. Matkowski | 2e tour (1/8) F. Nielsen                                                        | C. Black A.-U.-H. Qureshi                                                           | 1er tour (1/32) J. Murray                                                    | V. Dushevina J.-J. Rojer                                                               | —                                | —                       |
| 2014  | 1er tour (1/16) R. Klaasen                                                            | K. Mladenovic D. Nestor | —                                                                               | —                                                                                   | —                                                                            | —                                                                                      | —                                | —                       |
| 2015  | 1/2 finale P. Cuevas                                                                  | M. Hingis L. Paes       | —                                                                               | —                                                                                   | —                                                                            | —                                                                                      | 1/4 de finale H. Kontinen        | Chan Y.-j. R. Bopanna   |
| 2016  | 2e tour (1/8) A. Peya                                                                 | E. Vesnina B. Soares    | —                                                                               | —                                                                                   | —                                                                            | —                                                                                      | —                                | —                       |
|       |                                                                                       |                         |                                                                                 |                                                                                     |                                                                              |                                                                                        |                                  |                         |
| 2019  | —                                                                                     | —                       | —                                                                               | —                                                                                   | 2e tour (1/16) Hsieh C.-p. \|\| style="text-align:left;" \| L. Chan I. Dodig | 1er tour (1/16) Hsieh C.-p. \|\| style="text-align:left;" \| Nicole Melichar B. Soares |                                  |                         |
| 2020  | 2e tour (1/8) N. Skupski \|\| style="text-align:left;" \| Zheng S. J. Vliefen         | Annulé                  | Annulé                                                                          | Annulé                                                                              | Annulé                                                                       | Annulé                                                                                 | Annulé                           |                         |
|       |                                                                                       |                         |                                                                                 |                                                                                     |                                                                              |                                                                                        |                                  |                         |
| 2023  | —                                                                                     | —                       | 2e tour (1/8) N. Mahut \|\| style="text-align:left;" \| Chan H.-c. F. Martin    | —                                                                                   | —                                                                            | 2e tour (1/8) M. Arévalo \|\| style="text-align:left;" \| E. Shibahara M. Pavić        |                                  |                         |
| 2024  | Victoire J. Zieliński                                                                 | D. Krawczyk N. Skupski  | 1/2 finale J. Zieliński \|\| style="text-align:left;" \| D. Krawczyk N. Skupski | Victoire J. Zieliński                                                               | G. Olmos S. González                                                         | 1/4 de finale J. Zieliński \|\| style="text-align:left;" \| S. Errani A. Vavassori     |                                  |                         |
| 2025  | 2e tour (1/8) J. Zieliński \|\| style="text-align:left;" \| I. Khromacheva J. Withrow | —                       | —                                                                               | 1/4 de finale J. Zieliński \|\| style="text-align:left;" \| L. Stefani J. Salisbury | —                                                                            | —                                                                                      |                                  |                         |

N.B. : le nom du partenaire se trouve sous le résultat ; le nom des ultimes adversaires se trouve à droite.

## Parcours en «Premier» et WTA 1000
Les tournois WTA « Premier Mandatory » et « Premier 5 » (entre 2009 et 2020) et WTA 1000 (à partir de 2021) constituent les catégories d'épreuves les plus prestigieuses, après les quatre levées du Grand Chelem.

### En simple dames
| Année |       |                              |                       |                             |                             |                             |                            |                             |                          |                               |        |                               |
| Doha  | Dubaï | Indian Wells                 | Miami                 | Madrid                      | Rome                        | Canada                      | Cincinnati                 | Pékin                       |                          | Tokyo                         |        |                               |
| Doha  | Dubaï | Indian Wells                 | Miami                 | Madrid                      | Rome                        | Canada                      | Cincinnati                 | Pékin                       | Wuhan                    |                               |        |                               |
| Doha  | Dubaï | Indian Wells                 | Miami                 | Madrid                      | Rome                        | Canada                      | Cincinnati                 | Pékin                       | Guadalajara              |                               |        |                               |
| 2012  |       |                              | Hors catégorie        |                             |                             |                             |                            |                             |                          | 2e tour (1/16) C. Wozniacki   |        | 1er tour (1/32) K. Zakopalová |
| 2013  |       | 2e tour (1/16) N. Petrova    | Hors catégorie        | 2e tour (1/32) J. Hampton   | 2e tour (1/32) A. Radwańska | 1er tour (1/32) A. Kerber   | 1er tour (1/32) S. Stosur  | 1er tour (1/32) A. Ivanović | 1er tour (1/32) S. Halep | 1er tour (1/32) S. Kuznetsova |        | 1er tour (1/32) M. Rybáriková |
| 2014  |       | 2e tour (1/16) S. Errani     | Hors catégorie        |                             |                             |                             |                            |                             |                          |                               |        |                               |
| 2018  |       |                              | Hors catégorie        | 2e tour (1/32) C. Suárez    | 3e tour (1/16) Ka. Plíšková |                             | 2e tour (1/16) J. Konta    |                             |                          | 1er tour (1/32) T. Babos      |        | 1er tour (1/32) S. Kenin      |
| 2019  |       | Hors catégorie               | 1/2 finale P. Kvitová | 2e tour (1/32) J. Konta     | 1/4 de finale A. Kontaveit  | 1er tour (1/32) C. Garcia   | 1er tour (1/32) J. Görges  | 1er tour (1/32) S. Kenin    | 3e tour (1/8) N. Osaka   | 1er tour (1/32) B. Bencic     |        | 2e tour (1/16) S. Kuznetsova  |
| 2020  |       | 1er tour (1/32) V. Zvonareva | Hors catégorie        | Annulé                      | Annulé                      | Annulé                      | 1er tour (1/32) E. Mertens | Annulé                      |                          | Annulé                        |        | Annulé                        |
|       |       | WTA 1000                     |                       |                             |                             |                             |                            |                             |                          |                               |        |                               |
| 2021  |       | Hors catégorie               |                       | 2e tour (1/32) J. Ostapenko |                             | 1er tour (1/32) T. Zidanšek |                            |                             |                          | Annulé                        | Annulé | Annulé                        |

Sous le résultat, l’ultime adversaire.

### En double dames
N.B. : le nom de la partenaire se trouve sous le résultat ; le nom des ultimes adversaires se trouve à droite.

## Parcours aux Masters

### En double dames
| # | Date       | Nom de l'édition           | ($)        | Surface    | Résultat    | Partenaire       | Ultimes adversaires                   | Score    |          |
| - | ---------- | -------------------------- | ---------- | ---------- | ----------- | ---------------- | ------------------------------------- | -------- | -------- |
| 1 | 21/10/2013 | WTA Championships Istanbul | 6 000 000  | Dur (int.) | Victoire    | Peng Shuai       | Ekaterina Makarova Elena Vesnina      | 6-4, 7-5 | Parcours |
| 2 | 20/10/2014 | WTA Finals Singapour       | 6 500 000  | Dur (int.) | Finale      | Peng Shuai       | Cara Black Sania Mirza                | 6-1, 6-0 | Parcours |
| 3 | 27/11/2019 | WTA Finals Shenzhen        | 14 000 000 | Dur (int.) | Finale      | Barbora Strýcová | Tímea Babos Kristina Mladenovic       | 6-1, 6-3 | Parcours |
| 4 | 10/11/2021 | WTA Finals Guadalajara     | 5 000 000  | Dur (ext.) | Finale      | Elise Mertens    | Barbora Krejčíková Kateřina Siniaková | 6-3, 6-4 | Parcours |
| 5 | 02/11/2024 | WTA Finals Riyad           | 15 250 000 | Dur (int.) | Round Robin | Elise Mertens    |                                       |          | Parcours |

## Parcours aux Jeux olympiques
Hsieh Su-wei devait aussi participer aux Jeux olympiques de 2016, en simple et en double dames, mais elle s'est retirée au dernier moment.

### En simple dames
| # | Date       | Nom de l'olympiade             | Surface      | Résultat        | Ultime adversaire | Score          |          |
| - | ---------- | ------------------------------ | ------------ | --------------- | ----------------- | -------------- | -------- |
| 1 | 28/07/2012 | Olympic Tennis Event Wimbledon | Gazon (ext.) | 1er tour (1/32) | Peng Shuai        | 6-3, 6-73, 7-5 | Parcours |

### En double dames
| # | Date       | Nom de l'olympiade             | Surface             | Résultat      | Partenaire       | Ultimes adversaires              | Score             |          |
| - | ---------- | ------------------------------ | ------------------- | ------------- | ---------------- | -------------------------------- | ----------------- | -------- |
| 1 | 28/07/2012 | Olympic Tennis Event Wimbledon | Gazon (ext.)        | 1/4 de finale | Chuang Chia-jung | Andrea Hlaváčková Lucie Hradecká | 6-3, 6-4          | Parcours |
| 2 | 27/07/2024 | Olympic Tennis Event Paris     | Terre battue (ext.) | 1/4 de finale | Tsao Chia-yi     | Karolína Muchová Linda Nosková   | 1-6, 6-4, [14-12] | Parcours |

## Parcours en Fed Cup
| #                                                             | Date       | Lieu  | Surface      | Gagnante(s)   | Perdante(s)     | Score         |          |
|                                                               |            |       |              |               |                 |               |          |
| 2007 - Barrage (groupe mondial II) - Croatie - Taïwan - 3 : 2 |            |       |              |               |                 |               |          |
| 1                                                             | 14/07/2007 | Split | Terre (ext.) | Hsieh Su-wei  | Jelena Kostanić | 7-65, 6-4     | Parcours |
| 1                                                             | 14/07/2007 | Split | Terre (ext.) | Nika Ožegovic | Hsieh Su-wei    | 6-1, 5-7, 6-1 | Parcours |

## Classements WTA en fin de saison
| Année          | 2001 | 2002 | 2003 | 2004 | 2005 | 2006 | 2007 | 2008 | 2009 | 2010 | 2011 | 2012 | 2013 | 2014 | 2015 | 2016 | 2017 | 2018 | 2019 | 2020 | 2021 | 2022 | 2023 | 2024 |
| Rang en simple | 183  | 262  | 653  | 426  | 154  | 140  | 143  | 79   | 318  | 361  | 172  | 25   | 85   | 144  | 107  | 98   | 96   | 28   | 32   | 67   | 106  | –    | 703  | 909  |
| Rang en double | 593  | 199  | 523  | 166  | 135  | 102  | 46   | 53   | 9    | 46   | 35   | 25   | 3    | 5    | 26   | 96   | 32   | 17   | 4    | 1    | 3    | –    | 6    | 7    |

Source : (en) Classements de Hsieh Su-wei sur le site officiel de la Fédération internationale de tennis

### Périodes au rang de numéro un mondiale
| # | Précédée par        | Dates                   | Suivie par                | Nombre de semaines | Cumul |
| - | ------------------- | ----------------------- | ------------------------- | ------------------ | ----- |
| 1 | Peng Shuai          | 12/05/2014 - 18/05/2014 | Peng Shuai                | 1                  | 1     |
| 2 | Peng Shuai          | 09/06/2014 - 06/07/2014 | Roberta Vinci Sara Errani | 4                  | 5     |
| 3 | Barbora Strýcová    | 03/02/2020 - 23/02/2020 | Kristina Mladenovic       | 3                  | 8     |
| 4 | Kristina Mladenovic | 02/03/2020 - 21/02/2021 | Aryna Sabalenka           | 31                 | 39    |
| 5 | Aryna Sabalenka     | 05/04/2021 - 09/05/2021 | Elise Mertens             | 5                  | 44    |
| 6 | Elise Mertens       | 13/09/2021 - 19/09/2021 | Elise Mertens             | 1                  | 45    |
| 7 | Elise Mertens       | 25/10/2021 - 31/10/2021 | Elise Mertens             | 1                  | 46    |
| 8 | Elise Mertens       | 08/11/2021 - 14/11/2021 | Kateřina Siniaková        | 1                  | 47    |
| 9 | Elise Mertens       | 18/03/2024 - 09/06/2024 | Elise Mertens             | 12                 | 59    |

## Records et statistiques

### Victoires sur le top 10
Toutes ses victoires sur des joueuses classées dans le top 10 de la WTA lors de la rencontre.
| Légende            |
| Grand Chelem       |
| Jeux olympiques    |
| Masters            |
| Premier / WTA 1000 |
| Elite Trophy       |
| WTA 500            |
| Intern'l / WTA 250 |
| Fed Cup            |

| # |        |  | Tournoi          | Année | Surface      |                   | Adversaire       | Rang  | Tour          | Score          | Tableau |
| - | ------ |  | ---------------- | ----- | ------------ | ----------------- | ---------------- | ----- | ------------- | -------------- | ------- |
| 1 | no 109 |  | Roland-Garros    | 2017  | Terre battue |                   | Johanna Konta    | no 8  | 1/64          | 1-6, 7-62, 6-4 | Tableau |
| 2 | no 88  |  | Open d'Australie | 2018  | Dur          |                   | Garbiñe Muguruza | no 3  | 1/32          | 7-61, 6-4      | Tableau |
| 3 | no 48  |  | Wimbledon        | 2018  | Gazon        |                   | Simona Halep     | no 1  | 1/16          | 3-6, 6-4, 7-5  | Tableau |
| 4 | no 31  |  | Dubaï            | 2019  | Dur          |                   | Angelique Kerber | no 7  | 1/8           | 5-7, 6-4, 6-0  | Tableau |
| 5 | no 31  |  | Dubaï            | 2019  | Dur          | Karolína Plíšková | no 5             | 1/4   | 6-4, 1-6, 7-5 |                | Tableau |
| 6 | no 27  |  | Miami            | 2019  | Dur          |                   | Naomi Osaka      | no 1  | 1/16          | 4-6, 7-64, 6-3 | Tableau |
| 7 | no 28  |  | Birmingham       | 2019  | Gazon        |                   | Aryna Sabalenka  | no 10 | 1/32          | 6-3, 2-6, 7-61 | Tableau |
| 8 | no 71  |  | Open d'Australie | 2021  | Dur          |                   | Bianca Andreescu | no 9  | 1/32          | 6-3, 6-2       | Tableau |